# Yseult Gervy
Pour les articles homonymes, voir Gervy (homonymie).
Yseult Gervy, née le 20 janvier 1979 à Nivelles, est une nageuse belge.

## Carrière
Elle dispute les Jeux olympiques d'été de 1996 et les Jeux olympiques d'été de 2000. Aux Championnats d'Europe de natation 2000, elle est médaillée de bronze du 400 mètres quatre nages.